# Hippodrome d'Édimbourg Musselburgh
L'hippodrome de Musselburgh est un site de courses de chevaux situé à proximité d'Édimbourg, à Musselburgh, en Écosse, non loin de la rivière Esk. Il s'agit du deuxième plus grand hippodrome d'Écosse (le premier étant Ayr) et du quatorzième plus grand hippodrome du Royaume-Uni. En 2016, Musselburgh a organisé 28 rencontres. Il est  officiellement connu sous le nom de « Hippodrome d'Édimbourg », et désigné comme tel dans la presse anglaise,, mais est appelé « Musselburgh » en Écosse  et dans les pages de courses des journaux écossais.
L'hippodrome propose à la fois des courses de plat, des courses de haies et de steeple-chase, sur une piste de 2 km de long. Au milieu du site se trouve un parcours de golf de neuf trous, Musselburgh Links, datant d'au moins 1672. Le Royal Musselburgh Golf Club y a été fondé en 1774.

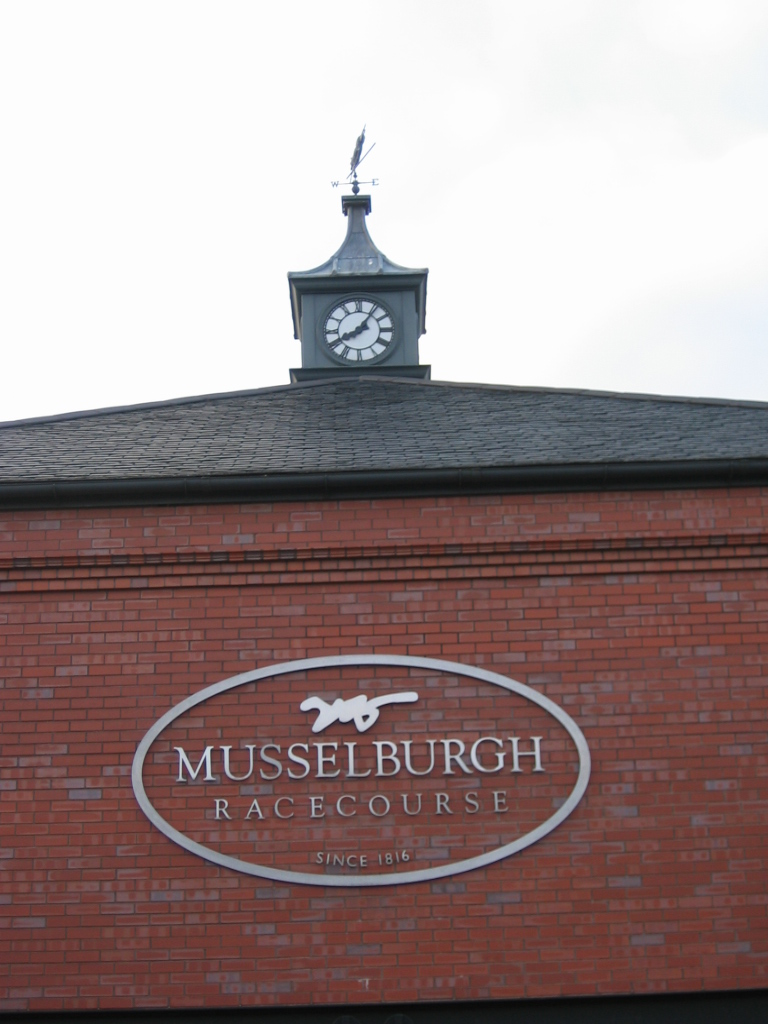
Entrée à l'hippodrome de Musselburgh

L'hippodrome lui-même se trouve sur les terres du common land de Musselburgh. Il est situé du côté est de la ville, à moins d'un mile de l'autoroute A1 et trois kilomètres du périphérique de la ville d'Édimbourg. Un pont routier sur l'Esk donne accès au parcours les jours de course uniquement ; le reste du temps, les portes restent fermées.

## Histoire
Les premières courses à Musselburgh ont eu lieu en 1777 sous les auspices de la Royal Caledonian Hunt. Entre 1789 et 1816, des réunions de courses ont eu lieu sur le sable de Leith, même si certaines courses se tenaient encore dans la ville. En 1816, ils retournèrent définitivement à Musselburgh, selon un parcours qui leur avait été tracé par le conseil municipal. Les Hunt étaient si satisfaits du nouveau cours qu'ils distribuèrent 50 guinées aux pauvres de la ville.
Après la légalisation des boutiques de paris hors parcours en 1961, la fréquentation des hippodromes a décliné. Cela a frappé particulièrement durement l'Écosse, les hippodromes de Lanark et de Bogside ayant tous deux fait faillite. Dans les années 1980, Musselburgh semblait suivre la même voie et, malgré un répit financier temporaire en 1987, lorsque les hippodromes ont commencé à vendre des photos de courses aux bureaux de paris, l'entreprise perdait encore de l'argent au début des années 1990.

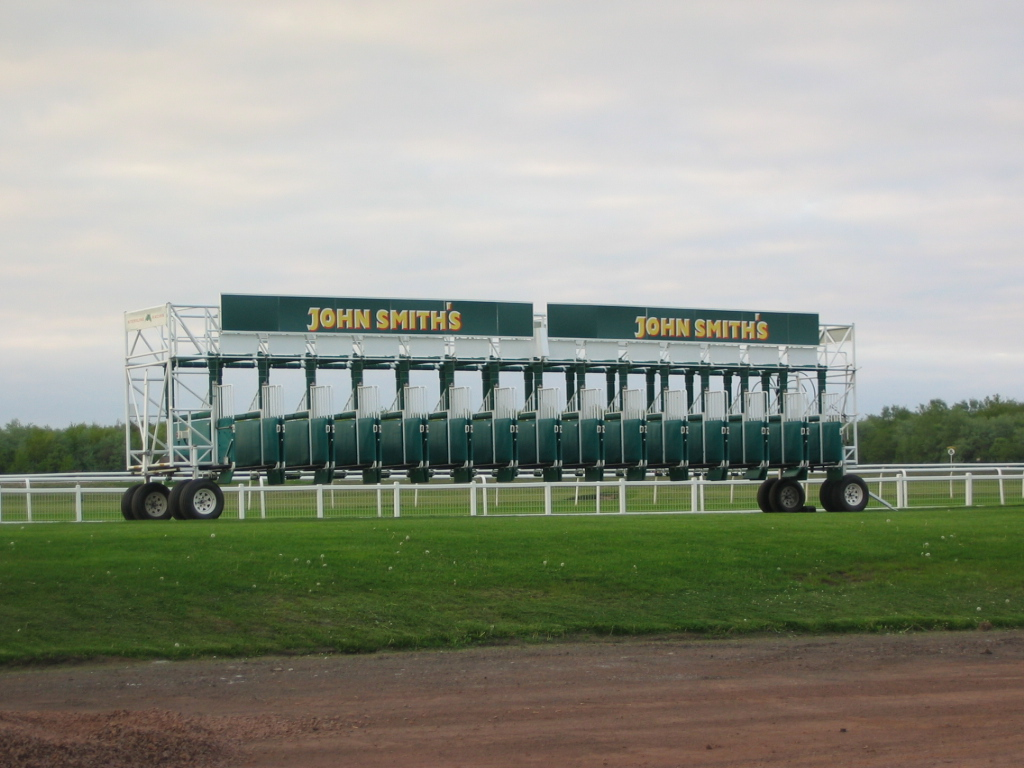
Stands de départ à l'hippodrome de Musselburgh

En conséquence, en 1991, le Conseil d'East Lothian a repris la gestion de l'hippodrome. Le Conseil a ramené l'hippodrome à l'équilibre en un an.
À partir de 1995, un plan de rénovation de 7,5 millions de livres sterling a été mis en place. Cela comprenait une nouvelle tribune prestigieuse (The Queen's Stand), la rénovation de la tribune édouardienne, la construction du pavillon Links, une nouvelle salle de pesée et des complexes d'entrée, un nouveau ring de parade, de nouvelles écuries et installations pour le personnel, un vaste aménagement paysager et des améliorations à la piste elle-même.

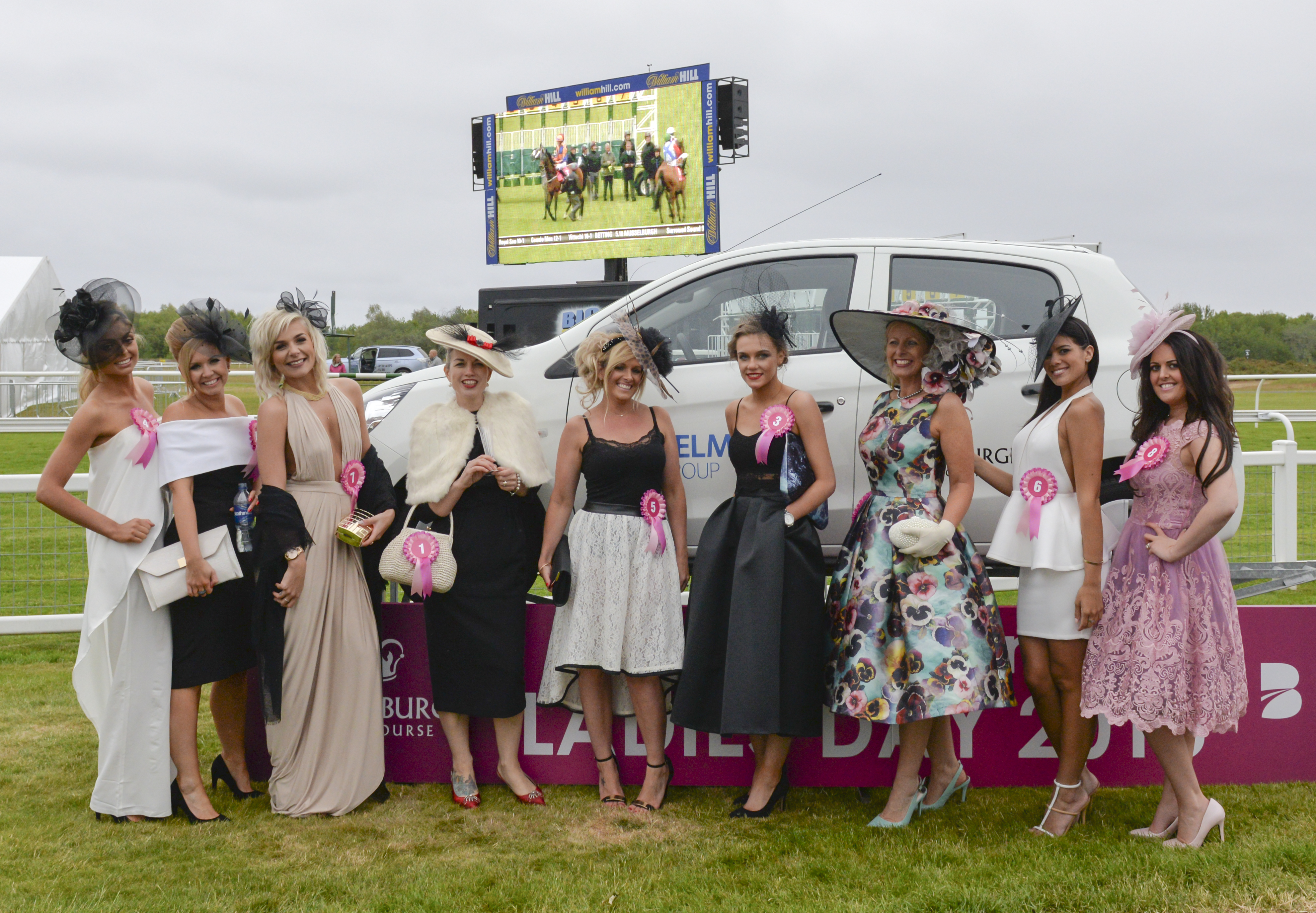
Journée des dames

## Fréquentation
La fréquentation annuelle dépasse 70 000 personnes, contre 38 000 en 1999. La Journée des Dames (Ladies' Day) en juin est généralement la journée la plus importante avec 10 000 spectateurs à guichets fermés.

## Courses notables
- Queen of Scots Stakes
- William Hill Scottish Sprint Cup
- Royal Mile
- Coupe d'Édimbourg
- Queen's Cup
- Edinburgh National.